# 윌라야

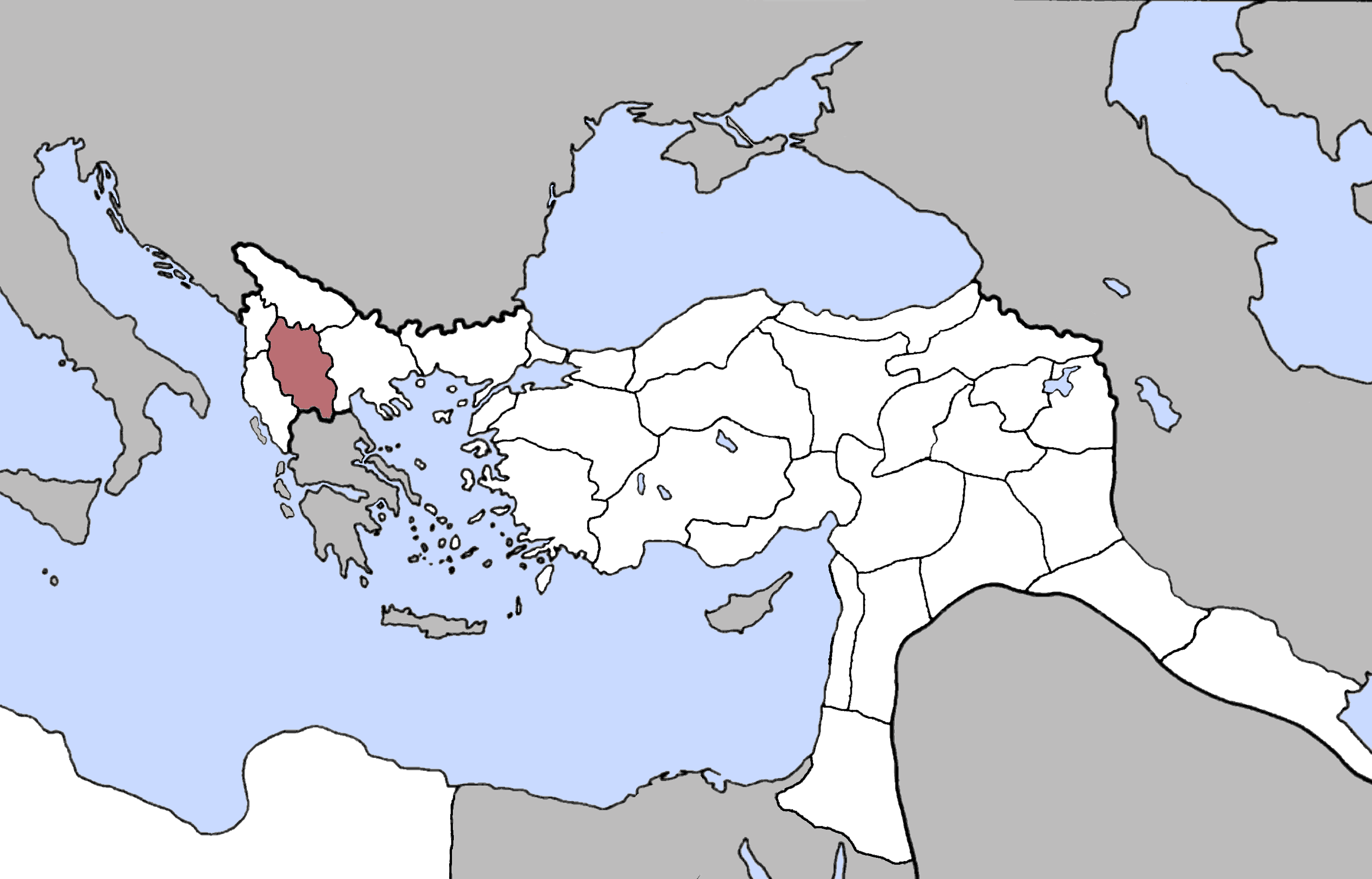

윌라야(아랍어: ولاية) 또는 빌라예트(튀르키예어: vilâyet, 페르시아어: ولایت)은 보통 ‘지방’으로 번역되는 행정 구역의 하나이다. 이 단어는 ‘다스리다’라는 뜻의 아랍어 ‘왈리야(waliyah)’에서 유래하였으며, 같은 어원을 가진 왈리가 다스렸다.

## 특정 국가에서 사용하는 것

### 중동과 북아프리카
- 모로코의 지방
- 알제리의 행정 구역
- 오만의 행정 구역
- 모리셔스의 행정 구역
- 수단의 행정 구역
- 튀니지의 행정 구역

### 동아시아
- 중화인민공화국 신장 위구르 자치구

### 동아프리카
- 케냐의 현
- 탄자니아의 주

### 동남아시아
- 말레이시아의 행정 구역

### 중앙아시아
- 아프가니스탄의 행정 구역
- 타지키스탄의 행정 구역
- 투르크메니스탄의 행정 구역
- 우즈베키스탄의 행정 구역

## 같이 보기
- 빌라예트